# ブルース・ウィリス/イン・カントリー
『ブルース・ウィリス/イン・カントリー』（原題：In Country）は、1989年制作のアメリカ合衆国の映画。
ベトナム戦争を知らない若い世代と、戦争の後遺症にいまだに苦しんでいるベトナム帰還兵とのコミュニケーションを描いたヒューマン・ドラマ映画。ブルース・ウィリス主演、ノーマン・ジュイソン監督。日本では劇場未公開。

## あらすじ
サマンサは母の再婚相手になじめなかったため、高校を卒業後、叔父のエメットと一緒に暮らしていた。
そんなある日、サマンサはベトナム戦争で戦死した父親の写真と手紙を発見する。それをきっかけに父のこと、ベトナム戦争のことに興味を持ったサマンサは、エメットやその友人の退役軍人たちに戦争の事を尋ねるが、皆一様に口が重かった。
実はエメットもまたベトナム戦争からの帰還兵であり、戦争後遺症でいまだに精神障害を抱えて社会復帰できずに苦しんでいたのだ。

## キャスト
- エメット・スミス：ブルース・ウィリス
- サマンサ・ヒューズ：エミリー・ロイド
- アイリーン：ジョアン・アレン
- ロニー：ケヴィン・アンダーソン
- トム：ジョン・テリー
- 祖母：ペギー・レエ
- アニタ：ジュディス・アイヴィー
- 祖父：リチャード・ハミルトン
- シンディ：パトリシア・リチャードソン
- アール・スミス ：ジム・ビーヴァー
- ピート：スティーヴン・トボロウスキー
- ジム：ケン・ジェンキンス